# Хайнрих XIV Ройс цу Грайц-Кранихфелд
Хайнрих XIV Ройс цу Грайц-Кранихфелд (на немски: Heinrich XIV (XV) Reuss, Herr zu Greiz-Kranichfeld; * ок. 1506; † 22 март 1572 в Грайц, Тюрингия) от фамилията Ройс (Ройс стара линия) е господар на Унтерграйц (1564 – 1572), Обер-Кранихфелд (1566 – 1572).
Той е син на Хайнрих XIII Ройс цу Грайц († 1535) и първата му съпруга Доротея фон Колдиц († пр. 1523), дъщеря на Тимо X цу Билин-Граупен, фогт на Оберлаузиц († сл. 1508) и Маргарета фон Вартенберг († сл. 1521). Баща му Хайнрих XIII Ройс-Плауен-Грайц се жени втори път ок. 1521 г. за Амалия фон Мансфелд-Фордерорт (1506 – 1554).
През 1564 г. чрез наследство територията на Ройсите е разделена на господствата Унтерграйц (Ройс стара линия), Оберграйц (Ройс средна линия) и Гера (Ройс млада линия). През 1596 г. господството Шлайц отива допълнително към средната линия.

## Фамилия
Хайнрих XIV Ройс цу Грайц-Кранихфелд се жени ок. 1524 г. или на 10 януари 1533 г. за Барбара фон Меч (* 1507; † 1 април 1580, Грайц), дъщеря на Георг фон Меч, господар на Шьонфелд и Плон (ок. 1475 – 1534) и Катарина фон Тетау (* ок. 1480). Те имат децата:
- Катарина Ройс-Плауен
- Барбара Ройс-Плауен († 19 януари 1580)
- Агнес Ройс-Плауен (* 1525; † 18 септември 1608)
- Мария Ройс-Плауен (* 1526; † 13 януари 1619)
- Сабина Ройс-Плауен (* 1532; † 14 юни 1619), омъжена в Грайц на 1 март 1568 г. за граф Фридрих II фон Шварценберг-Хоенландсберг (* 28 април 1540; † 19 януари 1570)
- Анна Ройс-Плауен (* 1540; † 6 октомври 1616)
- Хайнрих I Ройс-Грайц (* 1542; † 20 февруари 1572)
- Хайнрих II Ройс-Бургк (* 12 декември 1543; † 24 май 1608, Бургк), господар на Лобенщайн (1577 – 85), на Кранихфелд (1577 – 86), на Шлайц (1596 – 98),женен I. в Йотинген на 21 септември 1573 г. за графиня Юдит фон Йотинген-Йотинген (* 3 октомври 1544; † 4 ноември 1600), II. в Бургк на 7 ноември 1601 г. за графиня Анна фон Мансфелд (* 1563; † 21 декември 1636)
- Доротея Ройс-Плауен (* 1546; † 23 декември 1564)
- Хайнрих III Ройс-Бургк (* 1546; † между 14 март 1581 и 22 август 1592)
- Хайнрих IV Ройс-Бургк (* 1548; † между 29 юни 1572 и 27 февруари 1573)
- Хайнрих V Роус-Грайц (* 4 ноември 1549, Цвикау; † 9 октомври 1604, Грайц), господар на Грайц, Унтер-Грайц (1583 – 1603), Лобенщайн (1577 – 85), Кранихфелд (1577 – 86), женен на 25 ноември 1583 г. във Валденбург за Мария фон Шьонбург-Валденбург (* 29 август 1565; † 9/19 март 1628), дъщеря на Хуго I фон Шьонбург-Глаухау (1530 – 1566) и графиня Анна фон Глайхен-Рембда (1532 – 1570)